# AZS AJP Gorzów Wielkopolski
Maillots
Le AZS AJP Gorzów Wielkopolski est un club polonais féminin de basket-ball situé à Gorzów Wielkopolski dans la Voïvodie de Lubusz, en Pologne. Il évolue en Championnat de Pologne de basket-ball féminin et EuroCoupe féminine de basket-ball.

## Palmarès

### Compétitions nationales
- Championnat de Pologne[3]

Vice-champion (3): 2008–2009, 2009–2010, 2018–2019
Troisième (4): 2007–2008, 2010–2011, 2019–2020, 2020–2021

### Compétitions internationales
- EuroCoupe[4]

1/8e de finale (3): 2007–2008, 2018–2019, 2020–2021

## Joueurs

### Maillots retirés
- 4 - Katarzyna Dźwigalska ; cérémonie le 30 octobre 2022.

### Renommé joueurs

#### Européen joueurs
| - Małgorzata Babicka - Anne Breitreiner - Aleksandra Chomać - Aleksandra Drzewińska - Katarzyna Dźwigalska - Dominika Fiszer - Cheridene Green - Borislawa Hristova - Laura Juškaitė - Agnieszka Kaczmarczyk - Edyta Koryzna - Johannah Leedham - Alena Lewtchanka - Kyara Linskens - Magdalena Losi - Anna Makurat - Zhosselina Maiga | - Paulina Misiek - Chioma Nnamaka - Maryia Papova - Aleksandra Pawlak - Izabela Piekarska - Annamaria Prezelj - Katarina Ristić - Yuliya Rytsikava - Lyudmila Sapova - Tilbe Şenyürek - Agnieszka Skobel - Magdalena Szajtauer - Agnieszka Szott-Hejmej - Zoé Wadoux - Kateřina Zohnová - Justyna Żurowska-Cegielska |

#### Non-européenne joueurs
| - Lindsay Allen - Nicky Anosike - Ariel Atkins - Kahleah Copper - Kathleen Doyle - Angel Goodrich - Megan Gustafson - Natalie Hurst - Chloe Jackson - Stephanie Jones - Stella Johnson - Chineze Nwagbo | - Samantha Richards - Alanna Smith - Sidney Spencer - Carolyn Swords - Stephanie Talbot - Lindsay Taylor - Jasmine Thomas - Shatori Walker-Kimbrough - Lyndra Weaver - Guan Xin - Sharnee Zoll-Norman |